# Метарма
Метарма (дав.-гр. Μεθάρμη) — персонаж давньогрецької міфології, дружина кіпрського царя Кініра, дочка Пігмаліона і Галатеї, мати Мірри, Брезії, Орседіки, Лаогори, можливо Оксіпору. 
Коли Метарма необачно похвалилася, що їхня з Кініром дочка Мірра гарніша, ніж богиня Афродіта, то та намовила дівчину закохатися у власного батька. Кінір не знаючи про це, став її коханцем, але довідавшись, хотів Мірру вбити, через що боги перетворили її на рослину, з якої через 9 місяців народився Адоніс. Проте й інші дочки Метарми і Кініра заявили, що вони красивіше Афродіти. Остання покарала їх, зобов'язав, відправляючи культ Астарти на Кіпрі, віддаватися за плату відвідувачам храму. 
Згідно з іншими джерелами гнів Афродіти сестри накликали на себе тим, що жили разом з чужими чоловіками, у що важко повірити, знаючи, як не дотримувалась подружній вірності сама богиня.  